# New Zealand Ice Hockey League 2006
Die Saison 2006 war die zweite Spielzeit der New Zealand Ice Hockey League, der höchsten neuseeländischen Eishockeyspielklasse. Meister wurden zum zweiten Mal in der Vereinsgeschichte die Southern Stampede.

## Modus
In der Regulären Saison absolvierte jede der vier Mannschaften insgesamt sechs Spiele. Die beiden bestplatzierten Mannschaften qualifizierten sich für das Meisterschaftsfinale. Für einen Sieg nach regulärer Spielzeit erhielt jede Mannschaft drei Punkte, für ein Unentschieden zwei Punkte und für eine Niederlage nach der regulären Spielzeit null Punkte.

## Reguläre Saison

### Tabelle
|    | Klub                   | Sp | S | U | N | Bonus | Tore  | Punkte |
| -- | ---------------------- | -- | - | - | - | ----- | ----- | ------ |
| 1. | South Auckland Swarm   | 6  | 5 | 0 | 1 | 0     | 25:17 | 15     |
| 2. | Southern Stampede      | 6  | 4 | 0 | 2 | 1     | 25:19 | 13     |
| 3. | Canterbury Red Devils  | 6  | 1 | 1 | 4 | 4     | 22:26 | 9      |
| 4. | West Auckland Admirals | 6  | 1 | 1 | 4 | 2     | 17:27 | 7      |

Sp = Spiele, S = Siege, U = Unentschieden, N = Niederlagen, OTS = Overtime-Siege, OTN = Overtime-Niederlage, SOS = Penalty-Siege, SON = Penalty-Niederlage

## Finale
- South Auckland Swarm – Southern Stampede 3:3/4:5